# Marcela Ritschelova
Marcela Ritschelova  est une ancienne joueuse tchèque de volley-ball née le 9 octobre 1972 à Ústí nad Labem. Elle mesure 1,91 m et jouait au poste de centrale. 

## Clubs
| Club              | De        | À         |
| ----------------- | --------- | --------- |
| SK Slavia Praha   | 1992-1993 | 1993-1994 |
| Sirio Perugia     | 1994-1995 | 1998-1999 |
| Reggio Calabria   | 1999-2000 | 2000-2001 |
| Volley Bergamo    | 2001-2002 | 2001-2002 |
| Pieralisi Jesi    | 2002-2003 | 2005-2006 |
| Icaro Palma       | 2007-2008 | 2007-2008 |
| Liberec           | 2008-2008 | 2008-2008 |
| Busto Arsizio     | 2008-2009 | 2008-2009 |
| Castellana Grotte | 2009-2010 | 2010-2011 |
| Volley 2002 Forlì | 2011-2012 | 2011-2012 |

## Palmarès

### Équipe nationale
- Championnat d'Europe
  - Finaliste : 1993.

### Clubs
- Coupe de la CEV
  - Vainqueur : 2000.
- Championnat d'Italie
  - Vainqueur : 2002.
- Coupe d'Italie
  - Vainqueur : 1999, 2000, 2001.
- Supercoupe d'Italie
  - Vainqueur: 2000.